# Steven Hammell
Steven Hammell (* 18. Februar 1982 in Rutherglen) ist ein ehemaliger schottischer Fußballspieler und jetziger Trainer.

## Karriere

### Verein
Steven Hammell wurde im Jahr 1982 in Rutherglen geboren. Seine Fußballkarriere als Profi begann er im Jahr 1999 beim FC Motherwell. Das Debüt gab er im Jahr 2000 im Alter von 18 Jahren gegen den FC Aberdeen in der Scottish Premier League. Mit Hammell in der Startelf verlor der Verein im Jahr 2005 das schottische Ligapokalfinale gegen die Glasgow Rangers. Ein Jahr später, und nach über 200 Ligaspielen wechselte Hammell ablösefrei zum englischen Zweitligaaufsteiger Southend United. Als Drittletzter stieg die Mannschaft am Ende der Saison wieder direkt in die dritte Liga ab. Hammell war dabei als Stammspieler aktiv und absolvierte 39 von 46 Ligaspielen. Nach einer halben Spielzeit in der League One, verpflichtete ihn sein alter Verein aus Schottland für eine Ablösesumme von 110.000 £. Im Jahr 2011 unterlag er mit dem Verein im Finale des schottischen Pokals gegen Celtic Glasgow. Als stetige Stammkraft in Motherwell absolvierte der Außenverteidiger im April 2014 sein 500. Pflichtspiel für Well. Nach Ende der Saison 2013/14 verlängerte Hammell seinen Vertrag in Motherwell um zwei Jahre. Mit Motherwell erreichte er 2017 erneut das Finale im schottischen Ligapokal das gegen Celtic verloren wurde. Im Januar 2018 beendete Hammell seine Profikarriere.

### Nationalmannschaft
Steven Hammell spielte zwischen den Jahren 2001 und 2004 zwölfmal in der schottischen U-21-Nationalmannschaft und erzielte dabei ein Tor. Am 17. November 2004 gab er unter Tommy Burns sein Länderspieldebüt in der A-Nationalmannschaft gegen Schweden, als er für Andy Webster eingewechselt wurde. Weitere Einsätze kamen nicht hinzu.